# 岡埜栄泉
株式会社岡埜栄泉（おかの えいせん）は、東京都台東区上野駅前で「岡埜栄泉総本家」を経営する和菓子屋である。
慶応から明治初期に浅草の駒形にあった「岡埜栄泉」は、のちに血縁者ら5軒の岡埜や岡野へのれん分けされ、岡埜栄泉総本家は岡野ちよが1873年創業する。大福、最中、羊羹などで知られ、豆大福の評価が高い。既に和菓子店は閉店し、かつての店舗所在地で所有する建物を経営する。

## 関連人物
- 岡野俊一郎（第5代 日本サッカー協会元会長）